# マイエクササイズ
『マイエクササイズ』はアニメーション作家・和田淳が制作したゲーム作品。2020年8月27日に発売された。2023年にはアニメ『いきものさん』が放送されている。

## 沿革
映像とゲームで展開する複合型アニメーションプロジェクト『いきものさん』として文化庁メディア芸術クリエイター育成支援事業に2017年度の作品として採択された。
2018年には、アニメシリーズのパイロット版となる短編映画『マイエクササイズ』が発表され、ゲーム『マイエクササイズ』も兵庫県立美術館やNTTインターコミュニケーション・センターなどで展示された。
2020年8月27日には、iOS/Android向け、およびSteam・itch.io経由でWindows/mac/Linux向けに、ゲームが配信された。9月には、和田淳の特集上映『私の秘かな動く愉しみ』の一編として、短編映画版が一般公開されている。
2023年7月からは、アニメ『いきものさん』がテレビ放送されている。

## 制作（ゲーム）
もともと子供向けのシリーズアニメを作りたいと和田が考えていたが、資金調達が難しく実現には至っていなかった。プロデューサーの土居伸彰の勧めもあり、メディア芸術クリエイター育成支援事業に応募し、パイロットエピソードを作成。その補助金が「新しい試みを歓迎する」ものであったため、パイロットアニメと同時にゲームも制作することになった。
土居が構想を広げすぎてしまうことと、和田がゲームに詳しくないことから、当初は壮大なゲームを構想し、迷走していた。Unityの池和田有輔や伊藤ガビンなどから、要素を絞って作風を活かした方がいいというアドバイスを受け、腹筋をするだけのシンプルなゲームとなった。
制作にはUnityが使用されている。2017年ごろから制作が始まり、展示版として展開したものは半年程度で完成したが、そこから先の部分に時間がかかったという。展覧会での様子を見ながら、キャラクターや隠し要素が増えたりというフィードバックが行われた。

## 評価（ゲーム）
制作陣は海外での人気が高くなると予想していたものの、日本のゲーム系YouTuberやVTuberが実況プレイ動画を多く出したことで、日本国内を中心に人気を博した。

## テレビアニメ『いきものさん』
毎日放送・TBS系列『スーパーアニメイズム』枠"おしり"ほかにて2023年7月から9月まで放送。
副音声では、週替わりでさまざまなキャストが出演。一部配信サイトなどでは本編とまとめて配信されている。本編では台詞が無い代わりに、副音声では言葉でアテレコを行っている。

### キャスト
- いがぐり - 誠（ヨネダ2000）[8]
- 犬 - 浦井のりひろ（男性ブランコ）[8]
- 女の子 - 愛（ヨネダ2000）[13]
- ゴリラ - 平井まさあき（男性ブランコ）[14]

#### 副音声
- 第1話・第4話・第7話 - 愛（ヨネダ2000）、平井まさあき（男性ブランコ）[11][15][16]
- 第2話・第5話・第8話 - しばゆー（東海オンエア）、虫眼鏡（東海オンエア）[17][13][18]
- 第3話・第6話 - 小屋敷彰吾[19][20]
- 第9話 - 平野綾、杉田智和[21]
- 第10話 - SAM[22]
- 第11話 - AI（人工知能）[23]
- 第12話 - 誠（ヨネダ2000）、浦井のりひろ（男性ブランコ）[24]

### 製作
| 原作                                            | ゲーム「マイエクササイズ」                      |
| 監督・脚本・シリーズ原案 ・絵コンテ・作画・編集 | 和田淳                                          |
| 色彩設計                                        | 尼子実沙                                        |
| 音響監督                                        | 滝野ますみ                                      |
| 音楽                                            | 高橋宏治                                        |
| 音楽協力                                        | 東映アニメーション音楽出版 ミリカ・ミュージック |
| 企画                                            | 松原一哲                                        |
| 企画・プロデュース                              | 土居伸彰                                        |
| プロデューサー                                  | 高田伸治、亀井博司                              |
| アニメーション制作                              | ニューディアー                                  |
| 製作                                            | 東映アニメーション                              |

#### 企画
上述の通り、もともと子供向けのシリーズアニメを作りたいと考えていた和田が、メディア芸術クリエイター育成支援事業で『マイエクササイズ』のパイロット版を制作。その後しばらく動きは無かったが、2022年3月にアメリカの子供向けエンターテイメント産業見本市「Kidscreen Summit」に企画を応募したところ採択されたため、これをきっかけに海外向けとして企画を練り直したが、結果は振るわなかった。
一方、東映アニメーションでは、ONE PIECEやデジモン・プリキュアなどの長寿シリーズだけでなく新企画にも力を入れるという方針をとっており、アートアニメーションに興味を持っていた同社の高田伸治が、ニューディアーの上映会に来たこともあったため企画がスタートした。従来の東映アニメーション作品とは大きく毛色が違うものの、『PUI PUI モルカー』などの短編アニメがヒットしていたことや、『マイエクササイズ』のゲーム実況が人気を博していたことから社内の反対も少なく製作が決定した。
YouTubeなどでの配信だけだと広がりに欠けるため、テレビでの放送は必須だとはじめから考えていた。子供向けとして制作していたこともあり、当初は朝に放送したいと考えていたものの、朝に放送される短編枠が少なかったことから、深夜での放送となった。『スーパーアニメイズム』枠での放送に決まった理由として、当枠が多様な表現を許していたこと、毎日放送のプロデューサーである亀井博司が現代アートを好んでいることなどが理由となった。

#### 制作（アニメ）
もともと子供向けを作りたいというところから始まった企画のため、結果的には深夜放送だったものの、子供向けとしての制作がなされている。一例として、普段の和田の作品よりも頭身を下げていたり、キャラクターの表情が豊かであったり、言葉を使わずに表現しようとしている点などが挙げられる。
制作手順として、まずどの動物の生態を使ったらエピソードとして成立させられるかを考え、それが90秒のなかで気持ちよく映像になれば企画成立となる。テレビ放送されることで、「ここをこうしてほしい」という修正依頼が来ることも危惧していたが、実際にはほとんどなく、和田が自由に制作している。

#### キャスティング・副音声
和田の過去の作品は基本的に自身が声を担当していたが今作では異なっており、高田と土居がお笑い好きであることから主要キャストには芸人が起用されている。男性ブランコは、ネタや出で立ちが本作と似ていることから高田が、ヨネダ2000は、少年キャラは女性が声を担当するのがいいのではという流れで世界観の近い女性芸人として土居が選出した。和田ももともとお笑いが好きだったことと、キャラクターのイメージに合っていたことから、このキャスティングを承諾した。
副音声は高田が出した案。『マイエクササイズ』が実況動画で人気になったことが、起源となっている。作品をどういう風に見ればいいのか、ツッコミを入れることで楽しんでくれる人を増やしたいという狙いがある。
副音声に東海オンエアのメンバーが選ばれた理由として、宣伝担当である東映アニメーションの亀山恭一がかつてUUUMに勤務して同グループを担当していたことと、お笑いとの親和性が高いのではという理由があったことが挙げられる。また、収録スタジオである楽音舎でキャスティングを担当している杉山好美が『涼宮ハルヒの憂鬱』で音響制作担当をしていたことが、同作の主演声優である平野綾・杉田智和がキャスティングされた理由となっている。

### 主題歌
「もちもち」
猫戦による主題歌。作詞・作曲は原田美桜、編曲は猫戦。配信版でのみ使用。

### 各話リスト
| 話数   | サブタイトル | 初放送日      |
| ------ | ------------ | ------------- |
| 第1話  | カメの回     | 2023年 7月8日 |
| 第2話  | ネコの回     | 7月15日       |
| 第3話  | チーターの回 | 7月22日       |
| 第4話  | 海獣の回     | 7月29日       |
| 第5話  | タコの回     | 8月5日        |
| 第6話  | イヌの回     | 8月12日       |
| 第7話  | トンビの回   | 8月19日       |
| 第8話  | クマの回     | 9月2日        |
| 第9話  | チョウの回   | 9月9日        |
| 第10話 | 雨の回       | 9月16日       |
| 第11話 | 愛の回       | 9月23日       |
| 第12話 | 朝の回       | 9月30日       |

### 放送局
| 放送期間                | 放送時間                | 放送局                                           | 対象地域 | 備考                                           |
| ----------------------- | ----------------------- | ------------------------------------------------ | -------- | ---------------------------------------------- |
| 2023年7月8日 - 9月30日  | 土曜 1:50頃（金曜深夜） | 毎日放送（製作参加）をはじめとする TBS系列全28局 | 日本国内 | 『スーパーアニメイズム』枠"おしり"             |
| 2023年7月13日 - 10月5日 | 木曜 22:05 - 22:10      | AT-X                                             | 日本全域 | CS放送 / リピート放送あり / 副音声版と連続放送 |

インターネットでは、ABEMA、アニメ放題、アニメタイムズ、auスマートパスプレミアム、DMM TV、dアニメストア（本店・for Prime Video・ニコニコ支店）、FOD、ひかりTV、Hulu、J:COMオンデマンド、Lemino、milplus、SPOOX by Lemino、TELASA、東映アニメチャンネル、U-NEXT、TVer、MBS動画イズム、TAB Channelにて配信。
| 毎日放送・TBS系列 スーパーアニメイズム"おしり" | 毎日放送・TBS系列 スーパーアニメイズム"おしり" | 毎日放送・TBS系列 スーパーアニメイズム"おしり" |
| 前番組                                         | 番組名                                         | 次番組                                         |
| ---------------------------------------------- | ---------------------------------------------- | ---------------------------------------------- |
| 現代アートを基礎から学べるチャンネル TV版      | いきものさん                                   | ジャンプアニメイズム                           |